# Agra (Włochy)
Agra – miejscowość i gmina we Włoszech, w regionie Lombardia, w prowincji Varese.
Według danych na rok 2001 gminę zamieszkiwało 370 osób, 123 os./km².